# Cesvaine kommun
Cesvaines novads var en kommun i Lettland. Den låg i den centrala delen av landet, 130 km öster om huvudstaden Riga. Antalet invånare var 3 172. Arean var 191 kvadratkilometer.
2021 slogs kommunen samman med Madona kommun.
Följande samhällen fanns i Cesvaines novads:
- Cesvaine